# Bagmara
Bagmara è un sottodistretto (upazila) del Bangladesh situato nel distretto di Rajshahi, divisione di Rajshahi. Si estende su una superficie di 363,3 km² e conta una popolazione di 354.664  abitanti (censimento 2011).